# Pseudocódigo
Pseudocódigo é uma forma genérica de escrever um algoritmo, utilizando uma linguagem simples (nativa a quem o escreve, de forma a ser entendida por qualquer pessoa) sem necessidade de conhecer qualquer sintaxe de qualquer linguagem de programação livre de contexto. Um exemplo de pseudocódigo é o Portugol como método.
Os livros sobre a ciência de computação utilizam frequentemente o pseudocódigo para ilustrar seus exemplos, de forma que todos os programadores possam entendê-los, independentemente da linguagem que utilizem.

## Exemplo
Abaixo vemos o exemplo de um programa escrito em pseudocódigo que faz a leitura de dez números e calcula a média dos números positivos:
```
 INÍCIO
 VARIÁVEIS
 S,C,I,A,MD:Real;

 S ← 0;
 C ← 0;
 PARA I de 1 ATÉ 10 FAÇA PASSO 1
     Escreva "Digite um número: ";
     LEIA A;
     SE A ≥ 0 ENTÃO
          S ← S + A;
          C ← C + 1;
     FIM SE;
 FIM PARA;

 MD ← S / C;
 ESCREVER ("A média é: ", MD);

 FIM

```